# Ma vie sur le bicorne
Pour plus de détails, voir Fiche technique et Distribution.
Ma vie sur le bicorne (Azghyin ushtykzyn'azaby, Место на серой треуголке) est un film kazakh traitant d'un drame social, réalisé par Ermek Shinarbaev aux studios Kazakhfilm en 1993. Il obtient un Léopard d'or au Festival de Locarno la même année. Le film a pour introduction le passage du Manifeste du surréalisme d'André Breton évoquant Roger Vitrac : À peine avais-je invoqué le marbre-amiral que celui-ci tourna sur ses talons comme un cheval qui se cabre devant l'étoile polaire et me désigna dans le plan de son bicorne une région où je devais passer ma vie. La citation fait écho au titre du film.

## Synopsis
Quelques jours d'un groupe de jeunes dans la ville d'Almaty, illustrant le mal de vivre de toute une génération.

## Fiche technique
- Titre : Ma vie sur le bicorne
- Titre original : Место на серой треуголке (Azghyin ushtykzyn'azaby)
- Réalisateur : Ermek Shinarbaev
- Scénariste : Nikita Djalkibayev
- Photographie : Sergueï Kosmanev
- Directeur artistique : Vladimir Trapeznikov
- Montage : Koulan Doussenbayeva
- Son : Goulnar Moukatayeva
- Société de production : Kazakhfilm
- Pays d'origine : Kazakhstan
- Format : couleur
- Langue : russe
- Genre : Drame social
- Durée : 82 minutes
- Sortie : 1993

## Distribution
- Adilkhan Essenboulatov
- Saoule Souleymenova
- Youlia Soukhova
- Andreï Melnik
- Kassym Zhakibayev
- Timour Issaliev